# Cammile Adams
Cammile Adams, född 11 september 1991 i Houston, är en amerikansk simmare.
Adams tävlade för USA vid olympiska sommarspelen 2012 i London, där hon slutade på femte plats i finalen på 200 meter fjärilsim. Vid olympiska sommarspelen 2016 i Rio de Janeiro slutade Adams på fjärde plats i finalen på 200 meter fjärilsim.